# Janusz II de Płock
Janusz II de Płock (en polonais: Janusz II płocki) né en 1455 et mort le 16 février 1495), est un prince polonais membre de la lignée des ducs de Mazovie de la dynastie des Piast. Il fut duc de Varsovie, Nur, Łomża, Liw, Ciechanów, Wyszogród et Zakroczym entre  1454-1471 conjointement avec ses frères sous la régence de sa mère jusqu'en 1462, puis duc Płock, Płońsk, Zawkrze et Wizna entre 1462 et 1471, et ensuite lors de la division du patrimoine paternel en 1471, il est seul souverain de Ciechanów et Łomża, jusqu'en 1475 puis également de Płock, Płońsk, Zawkrze et Wizna, et en 1484 de Błonie, Tarczyn et Kamieniec, à partir de 1489 il règne également sur Wyszogród.

## Biographie
Janusz est le 8e et plus jeune fils de Boleslas IV de Varsovie et de Barbara Olelkówna (pl). Il naît posthume à la suite du décès de son père le 10 septembre 1454. Après la disparition de leur père, Janusz II et ses autres frères sont placés sous la garde de leur mère Barbara et de Paweł Giżycki (pl), évêque de Płock. Cette situation perdure jusqu'en 1462, quand le frère aîné Conrad III atteint sa majorité et devient le tuteur légal de ses frères cadets.
Janusz II et ses frères sont reconnus majeurs le 3 avril 1471. Comme fils cadet lors de la division des possessions paternelles il ne reçoit qu'une part modeste; Ciechanów, Łomża et Różan. Son domaine est augmenté de façon significative en 1475 lorsque son frère Casimir III est consacré évêque de Płock et renonce à ses possessions qui sont réparties entre ses autres frères : Janusz II obtient alors Płock, Płońsk, Zawkrze et Wizna. Dans les années suivantes son patrimoine continue de s'étendre du fait des renonciations de ses frères : en 1484  Boleslas V lui cède les régions de Błonie, Tarczyn et Kamieniec, et en 1489 son aîné Conrad III lui accorde Wyszogród en échange de l'abandon de ses droits sur Varsovie où la population de la cité avait désigné Janusz II comme nouveau souverain à la mort de Boleslas V en 1488.
En politique étrangère, Janusz II, étroitement associé avec ses frères particulièrement Boleslas V, avec lequel il avait exercé de nombreuses années une corégence, tente de limiter la progression de la puissance de la dynastie des Jagellon. Finalement  Janusz II s'allie avec l'Ordre Teutonique en 1472; et il entretient des relations extrêmement étroites avec le Grand maitre de l'Ordre Johann von Tiefen qui accorde à Janusz II le titre de familiaris à partir de 1489.
In 1476 Janusz II conjointement avec son frère Boleslas V protestent contre l'incorporation de Sochaczew qui était détenu par Anne d'Oleśnica, veuve de Ladislas Ier de Płock (Władysław I (en)), comme douaire ou Qprawa wdowia au royaume de Pologne en envoyant des troupes afin de contrôler la cité. Le roi de Pologne maintient sa position et les Piast de Mazovie doivent abandonner leur initiative audacieuse. Le 7 août 1492 le roi Casimir IV de Pologne meurt, et les ducs Piast de Mazovie qui voulaient sortir de l'obscurité dans laquelle les avaient cantonnés les Jagellons proposent la candidature de Janusz II au trône de Pologne. Cependant, quand Janusz II arrive à Cracovie, il est trop tard : le fils de Casimir IV Jean Ier Albert Jagellon a déjà été élu comme nouveau roi.
Janusz II meurt le 16 février 1495 à Płock et est inhumé dans la cathédrale locale. Il ne s'était jamais marié et n'avait pas d'enfant. Sa mort brutale âgé de seulement 40 ans, les sources contemporaines relèvent que « un jour il était en pleine santé et que le lendemain il était mort », provoque des rumeurs d'empoisonnement qui ne fut jamais démontré. En dépit de la résistance de son frère Conrad III, après sa mort Płock est incorporé dans le royaume de Pologne.